# Premio Lumière per il miglior film
Il Premio Lumière per il miglior film (Prix Lumière du meilleur film) è un premio cinematografico assegnato annualmente dall'Académie des Lumières ad un film francese uscito nelle sale nel corso dell'anno precedente.

## Vincitori e candidati
I vincitori sono indicati in grassetto, a seguire gli altri candidati.

### Anni 1996-1999
- 1996: L'odio (La haine), regia di Mathieu Kassovitz
- 1997: Ridicule, regia di Patrice Leconte
- 1998: Marius e Jeannette (Marius et Jeannette), regia di Robert Guédiguian
- 1999: La vita sognata degli angeli (La vie rêvée des anges), regia di Érick Zonca

### Anni 2000-2009
- 2000: Giovanna d'Arco (Jeanne d'Arc), regia di Luc Besson
- 2001: Il gusto degli altri (Le goût des autres), regia di Agnès Jaoui
- 2002: Il favoloso mondo di Amélie (Le fabuleux destin d'Amélie Poulain), regia di Jean-Pierre Jeunet
- 2003: Amen. (Amen), regia di Constantin Costa-Gavras
- 2004: Appuntamento a Belleville (Les triplettes de Belleville), regia di Sylvain Chomet
- 2005: Les choristes - I ragazzi del coro (Les choristes), regia di Christophe Barratier
- 2006: Tutti i battiti del mio cuore (De battre mon cœur s'est arrêté), regia di Jacques Audiard
- 2007: Non dirlo a nessuno (Ne le dis à personne), regia di Guillaume Canet
- 2008: Lo scafandro e la farfalla (Le Scaphandre et le Papillon), regia di Julian Schnabel
- 2009: La classe - Entre les murs (Entre les murs), regia di Laurent Cantet

### Anni 2010-2019
- 2010: Welcome, regia di Philippe Lioret
  - À l'origine, regia di Xavier Giannoli
  - Coco avant Chanel - L'amore prima del mito (Coco avant Chanel), regia di Anne Fontaine
  - L'occhio del ciclone - In the Electric Mist (In the Electric Mist), regia di Bertrand Tavernier
  - Il profeta (Un prophète), regia di Jacques Audiard
- 2011: Uomini di Dio (Des hommes et des dieux), regia di Xavier Beauvois
  - Carlos, regia di Olivier Assayas
  - Gainsbourg (vie héroïque), regia di Joann Sfar
  - L'uomo nell'ombra (The Ghost Writer), regia di Roman Polański
  - L'illusionista (L'Illusionniste), regia di Sylvain Chomet
- 2012: The Artist, regia di Michel Hazanavicius
  - L'Apollonide - Souvenirs de la maison close, regia di Bertrand Bonello
  - Il ministro - L'esercizio dello Stato (L'Exercice de l'Etat), regia di Pierre Schoeller
  - Miracolo a Le Havre (Le Havre), regia di Aki Kaurismäki
  - Quasi amici - Intouchables (Intouchables), regia di Éric Toledano e Olivier Nakache
- 2013: Amour, regia di Michael Haneke
  - Un sapore di ruggine e ossa (De rouille et d'os), regia di Jacques Audiard
  - Camille redouble, regia di Noémie Lvovsky
  - Holy Motors, regia di Leos Carax
  - Les Adieux à la Reine, regia di Benoît Jacquot
- 2014: La vita di Adele (La Vie d'Adèle - Chapitres 1 & 2), regia di Abdellatif Kechiche
  - 9 mois ferme, regia di Albert Dupontel
  - Grand Central, regia di Rebecca Zlotowski
  - Mood Indigo - La schiuma dei giorni (L'Écume des jours), regia di Michel Gondry
  - Quai d'Orsay, regia di Bertrand Tavernier
  - Renoir, regia di Gilles Bourdos
- 2015: Timbuktu, regia di Abderrahmane Sissako
  - Sarà il mio tipo? (Pas son genre), regia di Lucas Belvaux
  - Saint Laurent, regia di Bertrand Bonello
  - Trois cœurs, regia di Benoît Jacquot
  - Vie sauvage, regia di Cédric Kahn
  - Diamante nero (Bande de filles), regia di Céline Sciamma
- 2016: Mustang, regia di Deniz Gamze Ergüven
  - Dheepan - Una nuova vita (Dheepan), regia di Jacques Audiard
  - I miei giorni più belli (Trois souvenirs de ma jeunesse), regia di Arnaud Desplechin
  - La Belle Saison, regia di Catherine Corsini
  - La corte (L'hermine), regia di Christian Vincent
  - Marguerite, regia di Xavier Giannoli
- 2017: Elle, regia di Paul Verhoeven
  - La Mort de Louis XIV, regia di Albert Serra
  - Les ogres, regia di Léa Fehner
  - Nocturama, regia di Bertrand Bonello
  - Rester vertical, regia di Alain Guiraudie
  - Una vita - Une vie (Une vie), regia di Stéphane Brizé
- 2018: 120 battiti al minuto (120 battements par minute), regia di Robin Campillo
  - Ci rivediamo lassù (Au revoir là-haut), regia di Albert Dupontel
  - Barbara, regia di Mathieu Amalric
  - C'est la vie - Prendila come viene (Le sens de la fête), regia di Olivier Nakache e Éric Toledano
  - Félicité, regia di Alain Gomis
  - Quattro vite (Orpheline), regia di Arnaud des Pallières
- 2019: I fratelli Sisters (The Sisters Brothers), regia di Jacques Audiard
  - Quel giorno d'estate (Amanda), regia di Mikhaël Hers
  - Guy, regia di Alex Lutz
  - Lady J (Mademoiselle de Joncquières), regia di Emmanuel Mouret
  - Pupille, regia di Jeanne Herry

### Anni 2020-2029
- 2020: I miserabili (Les Misérables), regia di Ladj Ly
  - Grazie a Dio (Grâce à Dieu), regia di François Ozon
  - Ritratto della giovane in fiamme (Portrait de la jeune fille en feu), regia di Céline Sciamma
  - Roubaix, una luce nell'ombra (Roubaix, une lumière), regia di Arnaud Desplechin
  - L'ufficiale e la spia (J'accuse), regia di Roman Polański
- 2021: Les choses qu'on dit, les choses qu'on fait, regia di Emmanuel Mouret
  - Adieu les cons, regia di Albert Dupontel
  - Due (Deux), regia di Filippo Meneghetti
  - Estate '85 (Été 85), regia di François Ozon
  - La ragazza con il braccialetto (La Fille au bracelet), regia di Stéphane Demoustier
- 2022: La scelta di Anne - L'Événement (L'Événement), regia di Audrey Diwan
  - Annette, regia di Leos Carax
  - De son vivant, regia di Emmanuelle Bercot
  - Illusioni perdute (Illusions perdues), regia di Xavier Giannoli
  - Onoda - 10.000 notti nella giungla (Onoda, 10 000 nuits dans la jungle), regia di Arthur Harari
- 2023: La notte del 12 (La Nuit du 12), regia di Dominik Moll
  - I figli degli altri (Les Enfants des autres), regia di Rebecca Zlotowski
  - Pacifiction - Un mondo sommerso (Pacifiction - Tourment sur les îles), regia di Albert Serra
  - Revoir Paris, regia di Alice Winocour
  - Saint Omer, regia di Alice Diop
- 2024: Anatomia di una caduta (Anatomie d'une chute), regia di Justine Triet
  - Ancora un'estate (L'Été dernier), regia di Catherine Breillat
  - The Animal Kingdom (Le Règne animal), regia di Thomas Cailley
  - Il caso Goldman (Le Procès Goldman), regia di Cédric Kahn
  - Goutte d'or, regia di Clément Cogitore
- 2025: Emilia Pérez, regia di Jacques Audiard
  - All We Imagine As Light - Amore a Mumbai (All We Imagine as Light), regia di Payal Kapadiya
  - Le Roman de Jim, regia di Arnaud e Jean-Marie Larrieu
  - La storia di Souleymane (L'Histoire de Souleymane), regia di Boris Lojkine
  - L'uomo nel bosco (Miséricorde), regia di Alain Guiraudie